# Leben am Limit
Leben am Limit ist das Debütalbum des deutschen Rap-Duos SXTN. Es erschien am 2. Juni 2017 über das Label JINX Music und wird über das zu Universal Music gehörende Label Chapter ONE vertrieben. Neben der Standard-Edition wurde das Album auch als Limited-Fan-Box, inklusive der zuvor erschienenen EP Asozialisierungsprogramm, einer Remix-EP und Instrumentals, veröffentlicht.

## Produktion
Das gesamte Album wurde von dem Berliner Musikproduzenten Krutsch produziert.

## Covergestaltung
Das Albumcover zeigt Nura und Juju, die den Betrachter ansehen. Juju hat einen Arm um Nura gelegt und raucht einen Joint. Rechts oben im Bild befinden sich die weißen Schriftzüge SXTN und Leben am Limit.

## Gastbeiträge
Lediglich auf der Remix-EP der Limited-Fan-Box treten neben SXTN andere Künstler in Erscheinung. So ist der Song Fotzen im Club (Remix) eine Kollaboration mit dem Rapper Frauenarzt sowie den Rapperinnen Roxy und Lumaraa. Am Remix zu Deine Mutter ist der Rapper Ali As beteiligt, während der Rapper King Orgasmus One auf Hass Frau (Remix) zu hören ist. MC Bomber hat einen Gastauftritt im Remix zu Kein Geld. Zudem arbeiten SXTN bei Ich bin schwarz (Remix) mit den Rappern Smoky und Harris zusammen.

## Titelliste
| #  | Titel                     | Länge |
| -- | ------------------------- | ----- |
| 1  | Die Fotzen sind wieder da | 3:42  |
| 2  | Er will Sex               | 3:54  |
| 3  | Von Party zu Party        | 3:44  |
| 4  | Schule                    | 3:33  |
| 5  | Bongzimmer                | 4:46  |
| 6  | Ständer                   | 3:39  |
| 7  | Ausziehen                 | 2:58  |
| 8  | Partyopfer                | 3:34  |
| 9  | Frischfleisch             | 3:22  |
| 10 | Heul doch                 | 3:23  |
| 11 | Ich hab kein Feuerzeug    | 3:28  |
| 12 | Vorstadtjunge             | 3:52  |

Bonus-EP Asozialisierungsprogramm der Limited-Fan-Box:
| # | Titel              | Länge |
| - | ------------------ | ----- |
| 1 | Deine Mutter       | 3:24  |
| 2 | Hass Frau          | 3:57  |
| 3 | So high            | 4:18  |
| 4 | Made 4 Love        | 3:38  |
| 5 | Fotzen im Club     | 3:10  |
| 6 | Ich bin schwarz    | 3:02  |
| 7 | Kein Geld          | 3:25  |
| 8 | Wir sind friedlich | 3:36  |

Remix-EP der Limited-Fan-Box:
| # | Titel                   | Gastbeiträge              | Länge |
| - | ----------------------- | ------------------------- | ----- |
| 1 | Deine Mutter (Remix)    | Ali As                    | 4:05  |
| 2 | Hass Frau (Remix)       | King Orgasmus One         | 3:40  |
| 3 | Kein Geld (Remix)       | MC Bomber                 | 3:41  |
| 4 | Ich bin schwarz (Remix) | Smoky, Harris             | 3:07  |
| 5 | Fotzen im Club (Remix)  | Frauenarzt, Roxy, Lumaraa | 3:12  |

+ Instrumentals zu allen Liedern

## Rezeption
| Professionelle Bewertungen | Professionelle Bewertungen |
| -------------------------- | -------------------------- |
| Kritiken                   |                            |
| Quelle                     | Bewertung                  |
| Juice                      | [ 2 ]                      |
| laut.de                    | [ 3 ]                      |

Fionn Birr vom Hip-Hop-Magazin Juice bewertete das Album mit 2,5 von 6 möglichen Kronen. Er kritisierte insbesondere Produktionen und Texte, da seiner Ansicht nach „auf anachronistischen Ballermann-Beats der TNGHT-Trap-Schule reihenweise Elternschreckmomente konstruiert“ würden, die „zahnlose Provokationen“ seien. Zudem hob er eine fehlende Vielfalt an Themenkomplexen sowie das Reimniveau des Titels Ständer negativ hervor.
Dominik Lippe von laut.de bewertete Leben am Limit mit vier von möglichen fünf Punkten. Das Album sei „über weite Strecken angenehm konsumierbar“ und die Refrains gingen gut ins Ohr. „Wirklich spannend“ seien allerdings die Texte, die „das Duo aus der Masse hervorheben“. Schwachstellen seien dagegen der „anbiedernde Autotune-Einsatz auf Ich hab kein Feuerzeug oder der wenig innovative Gangster-Storyteller Vorstadtjunge“.
Oliver Marquart von rap.de bezeichnete Leben am Limit als „sauber produziertes, extrem unterhaltsames Album mit Haltung“. Es tue gut, „zwischen all der Doppelmoral mal wieder ein authentisches Bekenntnis zum Exzess, zur Eskalation, zur Grenzüberschreitung zu hören“. Auch die Produktion von Krutsch wird gelobt.
Redakteur Lukas Päckert von MZEE stellte fest, dass das Grundkonzept der Berlinerinnen immer noch das Gleiche sei: „Meist Ohrwurm-lastige Hooks und provokant-harte Texte, alles zusammengepackt für die nächste Party.“ Dennoch setzten sich SXTN auch „durchaus kritisch und aufklärend mit Themen wie Sexismus auseinander.“ Interessant sei, dass „passend dazu bei den etwas tiefgründigeren Inhalten die Beats entsprechend ruhiger produziert sind, die Melodien aber gleichzeitig nicht minder eingängig wie die restlichen Party-Tracks.“

## Singles
Als Singles wurden die Lieder Die Fotzen sind wieder da, Bongzimmer (DE #88), Er will Sex, Ständer und Von Party zu Party (DE #81) ausgekoppelt. Zu den Songs Die Fotzen sind wieder da, Er will Sex, Von Party zu Party und Bongzimmer wurden auch Musikvideos gedreht. Die Singles Bongzimmer und Von Party zu Party erhielten jeweils in Deutschland, Österreich und der Schweiz eine Platin-Schallplatte, zudem erreichte Die Fotzen sind wieder da Goldstatus in Deutschland.

## Kommerzieller Erfolg

### Chartplatzierungen
Leben am Limit stieg am 9. Juni 2017 auf Platz acht in die deutschen Albumcharts ein und belegte in den folgenden Wochen die Ränge 37 und 45. Insgesamt war es 55 Wochen in den Top 100 vertreten. Auch in Österreich und der Schweiz erreichte das Album die Charts und belegte Position 23 bzw. 37.
| ChartsChartplatzierungen | Höchstplatzierung | Wochen |
| ------------------------ | ----------------- | ------ |
| Deutschland (GfK)        | 8 (55 Wo.)        | 55     |
| Österreich (Ö3)          | 23 (1 Wo.)        | 1      |
| Schweiz (IFPI)           | 37 (1 Wo.)        | 1      |

### Auszeichnungen für Musikverkäufe
In Deutschland erhielt das Album für mehr als 100.000 verkaufte Einheiten im Jahr 2021 eine Goldene Schallplatte.
| Land/Region        | Auszeichnungen für Musikverkäufe (Land/Region, Auszeichnung, Verkäufe) | Verkäufe |
| ------------------ | ---------------------------------------------------------------------- | -------- |
| Deutschland (BVMI) | Gold                                                                   | 100.000  |
| Österreich (IFPI)  | Platin                                                                 | 15.000   |
| Insgesamt          | 1× Gold · 1× Platin ·                                                  | 115.000  |